# IC 74190
IC 74190是TTL家族的一個積體電路IC，為可預設的BCD碼計數器，共有16隻接腳，其功用為：
腳8：需接邏輯0（假），也就是接地線。
腳16：需接邏輯1（真），也就是接電源線。
輸入腳：
腳14：時序脈波（CLK）輸入端，為正緣觸發。
腳4（ENABLE），為邏輯1（真）時計數停止，為邏輯0（假）時則正常計數。
腳5（UP/DOWN），為邏輯0（假）時上數，為邏輯1（真）時下數。
腳11（LOAD），為邏輯0（假）時(QA,QB,QC,QD)=(A,B,C,D)，屬非同步載入狀態，為邏輯1（真）時則正常計數。
腳15（A）、腳1（B）、腳10（C）、腳9（D）：在非同步載入狀態（LOAD=0）時，預設(A,B,C,D)的邏輯值。
輸出腳：
腳3（QA）、腳2（QB）、腳6（QC）、腳7（QD）：主要輸出端，QA表示1，QB表示2，QC表示4，QD表示8，上限為9（1001），9之前不會變10（1010），而是會回到0（0000）。
腳12（TC）：在上數到9或下數到0時輸出邏輯1（真），否則輸出邏輯0（假）。
腳13（RC）：平常都是邏輯1（真）輸出，只有在計數器從9變0或0變9時，才會有短暫的邏輯0（假）輸出。

## 內部結構
由4個正緣觸發且具預設端（PR）與清除端（CLR）的JK正反器串聯而成，每一級的Q與「UP/DOWN」做XNOR運算接到下一級的CK，所有JK正反器的J、K都接在一起，再加入NOT閘到「ENABLE」輸入接腳，「LOAD」與A、B、C、D分別做OR閘運算接到四個正反器的清除端（CLR），並與A、B、C、D分別做蘊含閘運算接到四個正反器的預設端（PR）。